# Église Saint-Haon de Saint-Haon
L'église Saint-Haon est une église catholique située à Saint-Haon, en France.

## Localisation
L'église est située dans le département français de la Haute-Loire, sur la commune de Saint-Haon.

## Historique
L'édifice est classé au titre des monuments historiques en 1913.
Le clocher-mur comporte 2 cloches pyramidales et 4 cloches. Chacune des 4 cloches porte le prénom d'un enfant du village. La 3e se nomme Marie-Thérèse (1920).